# Eccellenza Marche 2019-2020
Il campionato italiano di calcio di Eccellenza Marche 2019-2020 è il ventinovesimo organizzato in Italia. Rappresenta il quinto livello del calcio italiano.
A causa del coronavirus, la F.I.G.C. ha deciso per la sospensione definitiva del torneo al 
1º Marzo 2020.

## Squadre Partecipanti
| Club                      | Città                                           |
| ------------------------- | ----------------------------------------------- |
| Anconitana                | Ancona                                          |
| Atletico Alma             | Bellocchi di Fano (PU)                          |
| Atletico Azzurra Colli    | Colli del Tronto (AP)                           |
| Atletico Gallo Colbordolo | Colbordolo di Vallefoglia (PU)                  |
| Castelfidardo             | Castelfidardo (AN)                              |
| Fabriano Cerreto          | Fabriano e Cerreto d'Esi (AN)                   |
| Forsempronese             | Fossombrone (PU)                                |
| Grottammare               | Grottammare (AP)                                |
| Marina                    | Marina di Montemarciano (AN)                    |
| Montefano                 | Montefano (MC)                                  |
| Porto d'Ascoli            | Porto d'Ascoli di San Benedetto del Tronto (AP) |
| San Marco Servigliano     | Servigliano (FM)                                |
| Sassoferrato Genga        | Sassoferrato e Genga (AN)                       |
| Urbania                   | Urbania (PU)                                    |
| Valdichienti Ponte        | Corridonia e Morrovalle (MC)                    |
| Vigor Senigallia          | Senigallia (AN)                                 |

## Classifica finale
|  | Pos. | Squadra                   | Pt | G  | V  | N  | P  | GF | GS | DR  |
|  | ---- | ------------------------- | -- | -- | -- | -- | -- | -- | -- | --- |
|  | 1.   | Castelfidardo             | 42 | 23 | 11 | 9  | 3  | 31 | 13 | 18  |
|  | 2.   | Anconitana                | 40 | 23 | 11 | 7  | 5  | 39 | 24 | 15  |
|  | 3.   | Atletico Gallo Colbordolo | 39 | 23 | 10 | 9  | 4  | 27 | 19 | 8   |
|  | 4.   | Porto d'Ascoli            | 37 | 23 | 11 | 4  | 8  | 34 | 24 | 10  |
|  | 5.   | Montefano                 | 36 | 23 | 9  | 9  | 5  | 27 | 23 | 4   |
|  | 6.   | Forsempronese             | 36 | 23 | 10 | 6  | 7  | 28 | 24 | 4   |
|  | 7.   | Vigor Senigallia          | 33 | 23 | 8  | 9  | 6  | 30 | 27 | 3   |
|  | 8.   | Urbania                   | 32 | 23 | 8  | 8  | 7  | 28 | 27 | 1   |
|  | 9.   | Marina                    | 31 | 23 | 8  | 7  | 8  | 25 | 25 | 0   |
|  | 10.  | Valdichienti Ponte        | 31 | 23 | 8  | 7  | 8  | 25 | 25 | 0   |
|  | 11.  | Atletico Alma             | 28 | 23 | 6  | 10 | 7  | 23 | 30 | -7  |
|  | 12.  | Atletico Azzurra Colli    | 24 | 23 | 6  | 7  | 11 | 24 | 32 | -8  |
|  | 13.  | Fabriano Cerreto          | 22 | 23 | 4  | 10 | 9  | 18 | 32 | -14 |
|  | 14.  | Grottammare               | 21 | 23 | 4  | 9  | 10 | 14 | 23 | -9  |
|  | 15.  | San Marco Servigliano     | 21 | 23 | 5  | 6  | 12 | 18 | 29 | -11 |
|  | 16.  | Sassoferrato Genga        | 16 | 23 | 2  | 10 | 11 | 16 | 30 | -14 |

Legenda
      Promossa in Serie D 2020-2021.
      Retrocessa in Promozione 2020-2021.
Regolamento:
Tre punti a vittoria, uno a pareggio, zero a sconfitta.